# Morristown (hrabstwo St. Lawrence)
Morristown – wieś w Stanach Zjednoczonych, w stanie Nowy Jork, w hrabstwie St. Lawrence.